# Protesi fonatoria

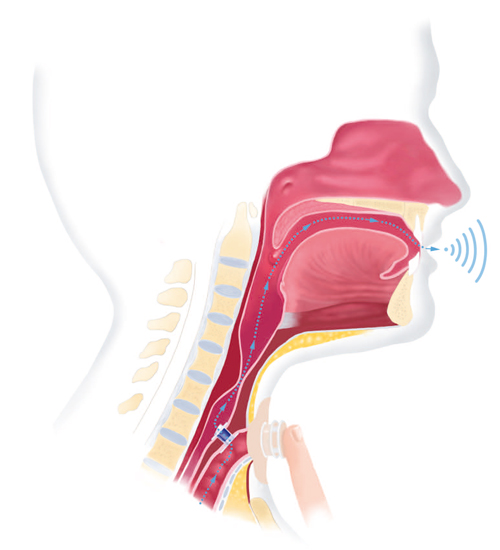
Voce protesica.

Una protesi o valvola fonatoria è un dispositivo medico che viene inserito nella fistola tracheo esofagea o sulla cannula tracheotomica in seguito ad un intervento di laringectomia totale o tracheotomia. 
Si tratta di una valvola monodirezionale, in silicone medicale e solitamente in fluoroplastica, che si apre solo durante la fonazione quando l’aria passa dalla trachea all’esofago, mentre resta chiusa durante la deglutizione, impedendo il passaggio di qualsiasi altra sostanza dall’esofago alla trachea. 

## Nella laringectomia
Durante l’intervento di laringectomia totale, l'intera laringe viene rimossa e trachea ed l’esofago separati l'uno dall'altro. È possibile creare chirurgicamente una fistola tra l’esofago e la trachea contestualmente alla laringectomia totale (primary puncture) o a distanza di un determinato tempo da essa (secondary puncture). L’apertura che viene creata è chiamata fistola tracheo-esofagea ed è proprio all’interno di essa che viene posizionata la protesi fonatoria.
Il paziente laringectomizzato occludendo manualmente e/o automaticamente il tracheostoma, potrà deviare l’aria espirata verso la protesi fonatoria  mettendo in vibrazione la mucosa del segmento faringeo-esofageo e producendo dei suoni che saranno successivamente articolati in parole intelligibili dalle strutture vocali sovra laringee (faringe, bocca, naso, palato, lingua e labbra).
Esistono due metodiche di applicazione della protesi fonatoria: attraverso la bocca e la gola con l'aiuto di un filo guida (via retrograda), o direttamente attraverso il tracheostoma (via anterograda).

## Storia
Nel 1972 la prima protesi per la riabilitazione fonatoria a seguito di una laringectomia totale venne descritta in un articolo del polacco Mozolewski. Da allora, si sono susseguite molte innovazioni in questo settore.
Nel 1980, la prima protesi commercialmente disponibile fu introdotta da Singer e Blom. Si trattava della “Blom-Singer® Duckbill”, un dispositivo rimuovibile (non indwelling) che il paziente poteva rimuovere, pulire e sostituire autonomamente. 
Nel 1988 fu introdotta sul mercato, la prima protesi fonatoria fissa (indwelling) Provox1®, prodotta da Atos Medical®.
A questa seguì la Provox2® nel 1997, la Provox® ActiValve™ nel 2004, la Provox® Vega con SmartInserter™ nel 2010, la Provox Vega® Puncture Set™ nel 2012, la Provox® Vega XtraSeal™ nel 2015 ed infine la Provox® Vega con New Insertion System™ nel 2017.
Ad oggi ci sono diversi produttori che hanno protesi fonatorie nel loro portafoglio di prodotti,ad esempio: Adeva®, Eska®, MediTop®, Heimomed®, Atos Medical®.
I dispositivi più utilizzati a livello internazionale sono quelli realizzati da Atos Medical®. 

## Protesi fonatorie indwelling e non indwelling
Le due principali categorie di protesi fonatorie sono: Protesi fonatorie fisse indwelling e Protesi fonatorie rimuovibili non-indwelling.
Le protesi fonatorie non indwelling possono essere sostituite dai pazienti stessi, mentre le protesi indwelling devono essere sostituite soltanto da un medico professionista. Una protesi fonatoria non indwelling ha una flangia di sicurezza molto ampia per evitare l’aspirazione della protesi.
La non indwelling è, di solito, disponibile in diverse misure ed ha un colore molto appariscente che la rende ben visibile al paziente durante la sostituzione. Gli svantaggi della protesi non indwelling sono:
- L’elevata percentuale di sfiancamento della fistola tracheo-esofagea.
- La scarsa durata del dispositivo
- La gestione più complessa da parte del paziente che deve provvedere autonomamente all’inserimento/sostituzione ed alla manutenzione della protesi.

I dispositivi indwelling hanno invece flange più resistenti e devono essere sostituiti solo da un medico specialista. Il loro posizionamento avviene in pochi minuti ed è completamente indolore. Il paziente dovrà occuparsi solamente della pulizia della protesi tramite un apposito scovolino (brush) ed un irrigatore dedicato (flush).

## Caratteristiche costitutive delle protesi fonatorie
Una protesi fonatoria è costituita da:
- Flange di contenimento a ciascuna estremità: la flangia tracheale e la flangia esofagea. Queste flange possono variare in dimensioni e rigidità, ad esempio, le protesi indwelling hanno flange più grandi e più rigide per assicurare una maggior stabilità e facilitare il posizionamento a lungo termine. La flangia esofagea è generalmente più rigida della flangia tracheale.
- Un corpo valvolare che rappresenta la zona di passaggio del flusso fonatorio in uscita e conferisce stabilità alla protesi rispetto ai movimenti di assestamento tissutale della fistola.
- Uno sportellino valvolare unidirezionale, generalmente posto all’interno del corpo valvolare, che consente all'aria proveniente dai polmoni di passare nell’esofago e nella faringe (vocal tract) ed allo stesso tempo, impedisce ai liquidi o solidi ingeriti di entrare nella trachea e raggiungere i polmoni.
- Un cordoncino di trazione che viene tagliato dall’operatore chirurgico dopo il loro posizionamento nella fistola tracheo-esofagea.

## Proprietà
La protesi fonatoria (flange, corpo protesico e sportellino valvolare) è solitamente costituita di silicone medicale e fluroplastica.
Le protesi fonatorie sono definite dalla lunghezza (distanza tra la flangia tracheale ed esofagea comprese) espressa in mm e dal diametro del corpo valvolare, espresso in French.
La lunghezza della protesi fonatoria varia in genere da 4 e 22 mm. Il diametro può essere compreso all’interno di un intervallo che va da 16 a 22.5 French. 
Molteplici studi hanno dimostrato che un diametro esterno maggiore della protesi fonatoria consente un migliore flusso d'aria e quindi richiede meno sforzo per parlare, il che ha un effetto positivo sulla qualità complessiva della voce. 

## Protesi fonatorie specifiche
Esistono protesi fonatorie progettate appositamente per la risoluzione di specifiche problematiche, ad esempio per i pazienti laringectomizzati la cui protesi fonatoria ha una durata di vita molto breve (meno di 4 settimane). 
Ad esempio la Activalve della ditta Provox è pensata per gli utilizzatori soggetti a reiterata colonizzazione protesica da candida e/o a pressioni negative nel tratto faringo–esofageo. Questa protesi è caratterizzata da uno sportellino valvolare in fluroplastica candida-resistente e da due magneti di polarità inversa posti sullo sportellino e sul corpo valvolare.  
Esistono inoltre protesi progettate per quegli utilizzatori che riscontrano perdite peri-valvolari  dovute ad alterazioni della fistola tracheo-esofagea. La Vega XtraSeal di Provox, ad esempio, dispone di una flangia esofagea aggiuntiva allargata, sottile e flessibile, che si adatta al tessuto peri-fistolare sul versante esofageo.

## Pulizia della protesi
E’importante pulire regolarmente la protesi fonatoria poiché il materiale siliconico è esposto alla formazione di micosi (candida). Se la micosi inizia ad espandersi potrebbe ostruire la chiusura dello sportellino valvolare e causare delle aspirazioni di liquidi e/o solidi quando il paziente beve o si alimenta.

### Brushing
L'interno della protesi fonatoria viene solitamente pulito con un apposito scovolino che rimuove i residui di cibo e il muco depositatosi. Un’attenta e costante pulizia della protesi migliora la durata del dispositivo.

### Flushing
È anche possibile pulire l'interno della protesi fonatoria con acqua o aria, utilizzando il Flush. Si tratta di uno strumento da utilizzare successivamente alla pulizia della protesi tramite lo scovolino; il Flush viene usato per iniettare aria o acqua potabile attraverso il lume della protesi. Studi di laboratorio hanno dimostrato che pulire la protesi con aria e acqua prolunga il tempo di vita del dispositivo.

## Perdite protesiche
Una protesi fonatoria deve essere sostituita regolarmente poiché, dopo un certo periodo, lo sportellino valvolare tende a chiudersi non correttamente in seguito alla formazione di candida e/o di altri sedimenti naturali. La mancata chiusura dello sportellino causa la fuoriuscita, dal canale alimentare, di saliva e/o liquidi che entrano nella trachea causando fastidiosi colpi di tosse. Quando avvengono queste perdite, nonostante la protesi sia pulita, significa che è il momento di sostituirla. Se ciò non è possibile nell’immediato, esistono degli appositi tappini (plug) che possono essere utilizzati per bloccare temporaneamente l’incontinenza protesica. Il paziente può inserire il plug nella protesi prima di mangiare o bere e rimuoverlo di nuovo in seguito per parlare. Il plug è una soluzione temporanea. È necessario, quindi, appena possibile, ricorrere al medico per effettuare la sostituzione della protesi danneggiata.

## Durata della protesi
La durata del dispositivo è influenzata dalla pulizia e manutenzione della protesi e dal reflusso gastroesofageo. Quando la protesi ha bisogno di essere sostituita si manifestano, nella maggior parte dei casi, alcune perdite di liquido o, in casi più rari, la formazione di fistole, di granulazioni e c’è un aumento della pressione di apertura dello sportellino valvolare. La durata media di una protesi fonatoria è di 3-4 mesi.

## Filtri HME e valvole tracheostomiche automatiche
Per una buona riabilitazione polmonare e fonatoria si raccomanda l’utilizzo della protesi fonatoria in combinazione con i filtri scambiatori di calore e umidità(HME). Il filtro scambiatore di calore e umidità HME funge infatti anche da valvola tracheostomica manuale. Esistono, inoltre, anche delle valvole tracheostomiche automatiche per poter parlare senza dover premere l’HME durante la fonazione. 

### Filtri scambiatori di calore e umidità HME
I filtri scambiatori di calore e umidità HME sono dispositivi monouso che vengono quotidianamente posti dal paziente sopra lo stoma e tenuti in sede da un apposito adesivo o cannula; vengono anche utilizzati come valvola fonatoria tracheostomica manuale dai portatori di protesi fonatoria. La funzione principale di questi dispositivi è quella, grazie alla loro matrice spugnosa ricca di Sali di calcio, di trattenere le goccioline d’acqua calda dell’aria espirata e cederle all’aria inspirata assicurando ai polmoni aria pulita, calda e umida. Così facendo l’HME garantisce lo scambio di calore e umidità tra aria in entrata ed in uscita tramite un processo di condensazione e assorbimento e aumenta la resistenza respiratoria in modo da ripristinare la corretta ventilazione polmonare e consentire lo scambio gassoso a livello alveolare.

### Valvole tracheostomiche automatiche
Il paziente portatore di protesi tracheo-esofagea può ricorrere all’utilizzo di una valvola tracheostomica automatica che, posta davanti allo stoma, gli consente di parlare e contemporaneamente muovere entrambe le mani in piena libertà, senza essere costretto a dover occludere lo stoma manualmente durante la fonazione.
Funziona attraverso un meccanismo di chiusura automatico dello stoma grazie a una membrana, solitamente a forma di semiluna, in grado di intercettare l’aria di fonazione in uscita dallo stoma e deviarla verso la protesi tracheo-esofagea, avviando, in tal modo, il processo fonatorio.
Un esempio di valvola tracheostomica presente sul mercato è composta da una parte esterna (la valvola vera e propria) costituita da un guscio in plastica di color carne con un meccanismo di attivazione on/off, ed un filtro scambiatore di calore ed umidità (HME) che si aggancia direttamente alla valvola consentendo al paziente di svolgere una corretta riabilitazione polmonare scaldando e umidificando l’aria.